# تشارلس هيربيرت
تشارلس هيربيرت (بالإنجليزية: Charles Herbert) هو ممثل أمريكي، ولد في 23 ديسمبر 1948 في الولايات المتحدة، وتوفي في 31 أكتوبر 2015 بلاس فيغاس في الولايات المتحدة.

## وصلات خارجية
- تشارلس هيربيرت على موقع IMDb (الإنجليزية)
- تشارلس هيربيرت على موقع قاعدة بيانات الفيلم (الإنجليزية)